# Santa Cecília (Montserrat)

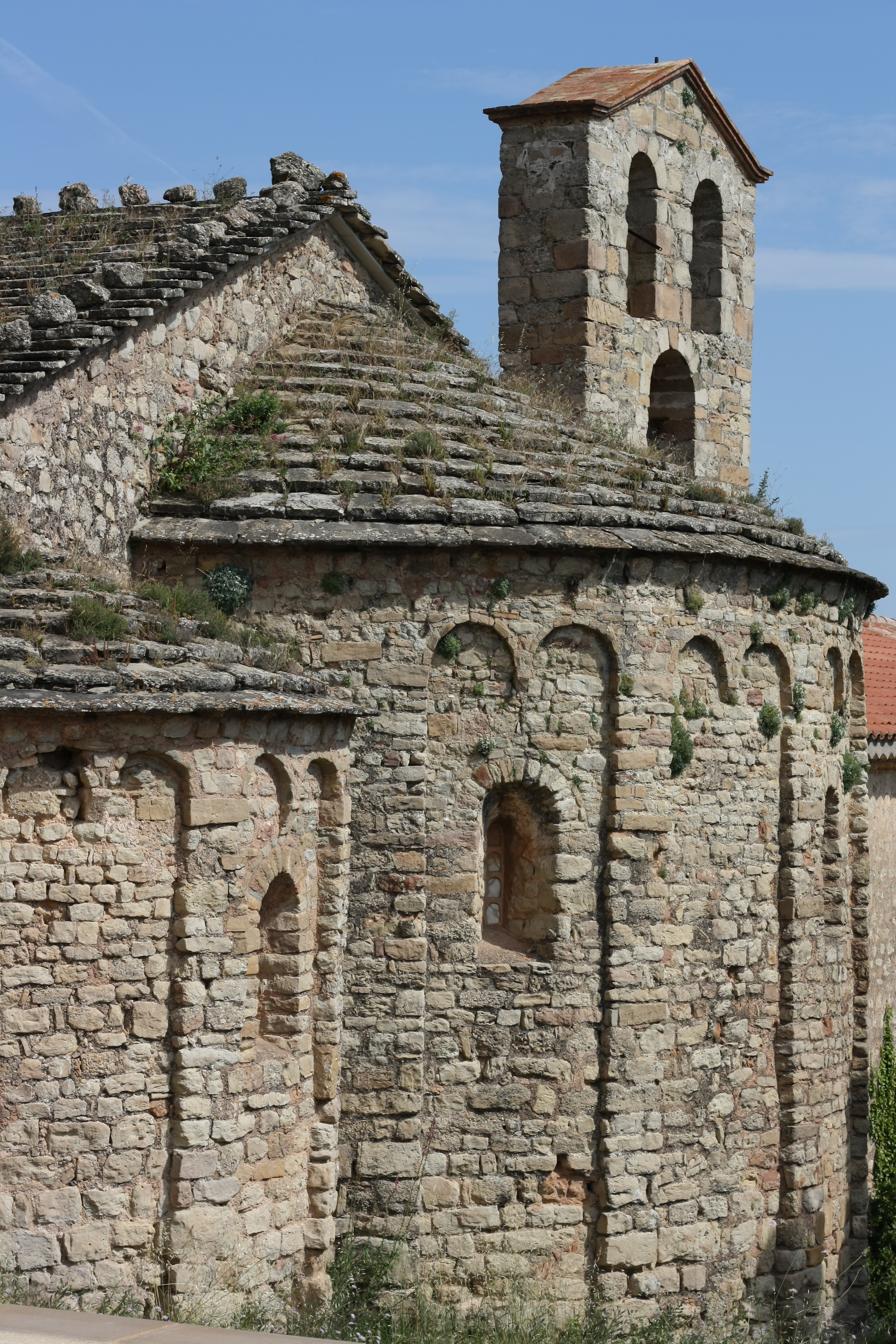
Apsiden und Glockengiebel der Kirche

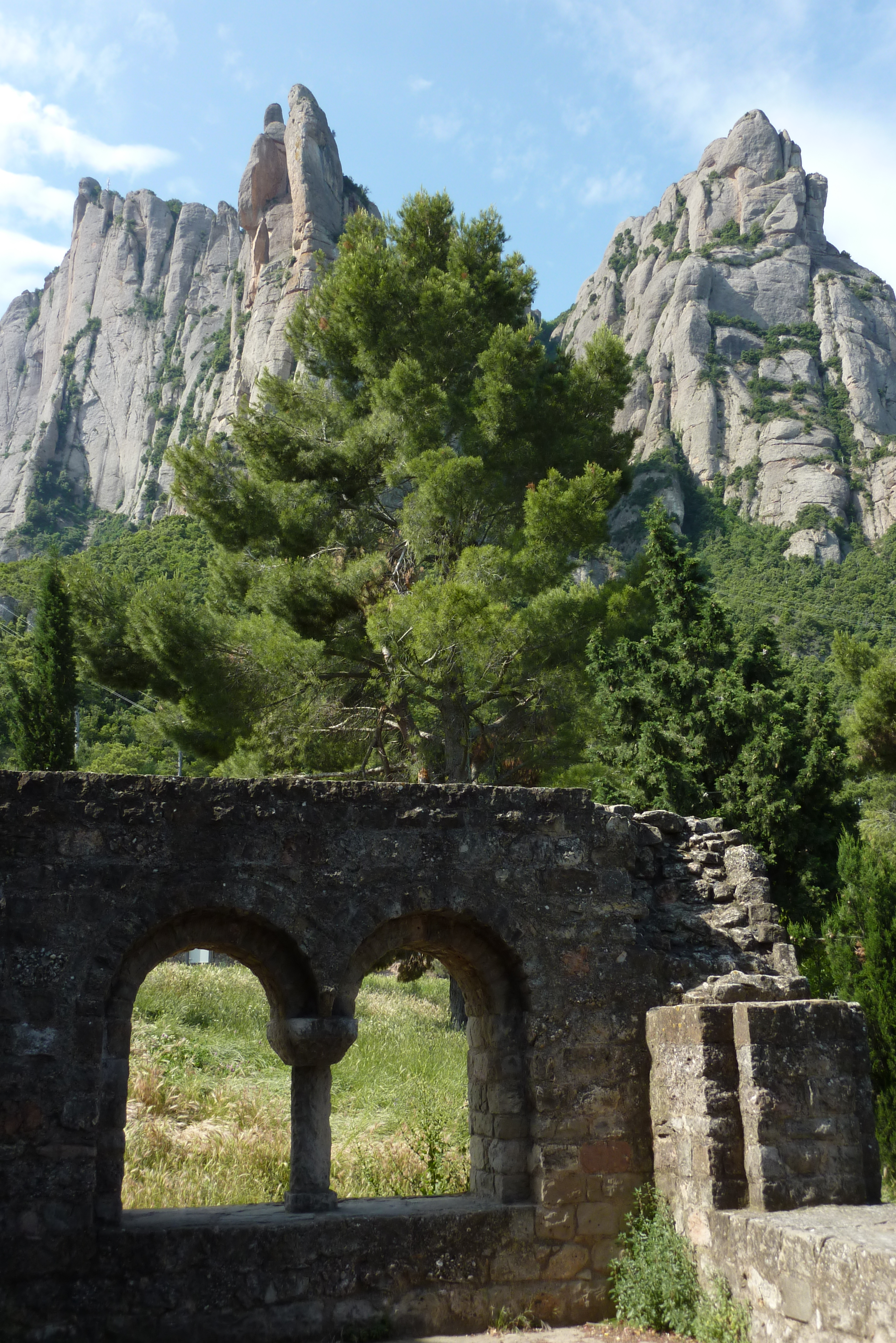
Reste des Kreuzgangs, im Hintergrund die Berge des Montserrat

Santa Cecília (auch Santa Cecília de Montserrat) ist eine romanische Kirche auf dem Gebiet der Gemeinde Marganell in den Bergen des Montserrat im nördlichen Hinterland der katalanischen Hauptstadt Barcelona in Spanien. Sie wurde zum Baudenkmal (Bien de Interés Cultural) erklärt.

## Geschichte
Bereits im Jahr 945 wurde an gleicher Stelle durch den Mönch Cesarius, der erster Abt wurde, und mit Genehmigung des Bischofs von Vic ein Kloster gegründet. Die erste Kirche wurde ab 957 errichtet. Im 11. Jahrhundert wurde eine neue Kirche gebaut und der heiligen Cäcilia, dem heiligen Petrus und der Gottesmutter Maria geweiht. Das Klosterleben verfiel bereits im 15. Jahrhundert und im Jahr 1539 wurden die Gebäude dem Kloster Santa Maria de Montserrat unterstellt.
Nach den Zerstörungen während der Napoleonischen Kriege und der Desamortisation aller spanischen Klöster wurde die Kirche 1862 unter dem Architekten Francisco de Paula del Villar y Carmona (1860–1927) restauriert. In den Jahren von 1928 bis 1930 fanden unter Josep Puig i Cadafalch erneute Restaurierungs- und Sicherungsarbeiten statt.

## Architektur

### Außenbau
Vom Kloster ist nur die auf basilikalem Grundriss erbaute Kirche mit dem sich über der Nordapsis erhebenden Glockengiebel (espadanya) erhalten geblieben. Die drei halbrunden Apsiden sind mit Blendarkaden und lombardischen Bändern geschmückt. Die Westfassade ist dekorlos, doch hat sich die alte zweiflügelige Eingangstür mit ihren spiralförmig gedrehten Schmiedearbeiten erhalten.

### Innenraum
Das Mittelschiff der Kirche ist tonnen-, die beiden Seitenschiffe sind vierteltonnengewölbt und verputzt. Die beiden Seitenschiffe sind ungewöhnlicherweise gegenüber dem Mittelschiff etwas verkürzt und liegen um zwei Stufen höher als dieses; die durch hölzerne Zuganker gesicherten Apsiden sind gegenüber den jeweiligen Kirchenschiffen um drei Stufen (Mittelschiff) bzw. um eine Stufe (Seitenschiffe) angehoben.